# Stephen Craig Paddock
Stephen Craig Paddock, né le 9 avril 1953 à Clinton et mort le 1er octobre 2017 à Las Vegas, est un ressortissant américain, auteur de la fusillade de Las Vegas en 2017, la plus meurtrière jamais perpétrée par un tireur solitaire aux États-Unis.

## Notoriété
Le 1er octobre 2017, depuis sa chambre du 32e étage du Mandalay Bay Hotel à Las Vegas, Stephen Paddock a ouvert le feu sur la foule assistant au festival de musique country Route 91 Harvest. Il a tué 60 personnes (58 sur place et 2 autres décédées ultérieurement) et blessé plus de 850 personnes, avant de se suicider à l’arrivée de la police.
Cet événement a provoqué une onde de choc mondiale et relancé le débat sur le contrôle des armes à feu aux États-Unis. Le profil de Stephen Paddock a fait l’objet d’enquêtes approfondies par le FBI, le Las Vegas Metropolitan Police Department et de nombreux médias internationaux.

## Biographie
Stephen Paddock est le fils de Benjamin Hoskins Paddock, un braqueur de banques autrefois inscrit sur la liste des personnes les plus recherchées par le FBI. Il a grandi principalement en Californie et au Texas. Il a travaillé dans l’immobilier et avait une licence de pilote privé. Il fréquentait régulièrement les casinos où il pariait de grosses sommes.
Il ne possédait pas de casier judiciaire et ne présentait pas de signes évidents de radicalisation religieuse ou politique.

## Fusillade de Las Vegas
Le 1er octobre 2017, Paddock s’installe dans une suite de l’hôtel Mandalay Bay avec un important arsenal (23 armes à feu retrouvées dans la chambre). À 22h05, il ouvre le feu pendant plus de 10 minutes sur les spectateurs du festival situé en contrebas, causant la mort de 60 personnes et des centaines de blessés.
L'attaque, préparée de manière méticuleuse, a été commise sans revendication ni explication claire. Paddock s’est suicidé avant que les forces de l’ordre n’entrent dans sa chambre.

## Enquête et motivations
Malgré une enquête fédérale approfondie, aucun mobile précis n’a pu être identifié. En janvier 2019, le FBI a publié un rapport concluant que Paddock souffrait de troubles mentaux liés au vieillissement, d’un isolement social, et d’un besoin de reconnaissance.
Le rapport souligne son obsession pour la richesse et les jeux d'argent, et l'absence de tout manifeste, idéologie ou déclaration.

## Réactions
La fusillade a suscité un choc national et international. De nombreuses personnalités politiques, dont le président Donald Trump, ont exprimé leur soutien aux victimes. Le débat sur la législation des armes à feu a été relancé, notamment en ce qui concerne les bump stocks, accessoires utilisés par Paddock pour tirer plus rapidement.

## Sources
- CNN – « What we know about Stephen Paddock »
- The New York Times – « Vegas Gunman Led Quiet Life »
- FBI – « Behavioral Analysis Unit Report », janvier 2019
- Le Monde – « Stephen Paddock, un tireur inconnu des services de police »